# Теон Старший (лунный кратер)
Кратер Теон Старший (лат. Theon Senior), не путать с кратером Теон Младший (лат. Theon Junior) — небольшой ударный кратер в экваториальной области видимой стороне Луны. Название присвоено в честь греческого математика, философа и астронома Теона Смирнского (II век) и утверждено Международным астрономическим союзом в 1935 г.

## Описание кратера

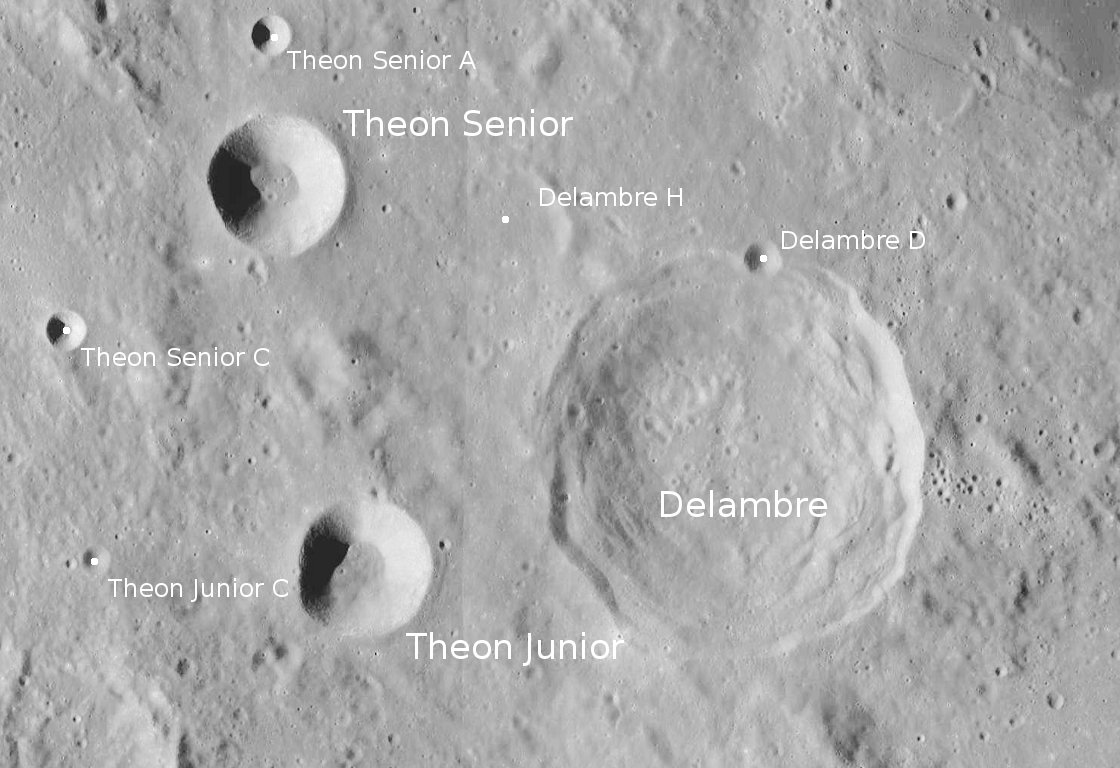
Окрестности кратера Теон Старший. Снимок зонда Lunar Reconnaissance Orbiter.

Ближайшими соседями кратера Теон Старший являются кратер Ладе на западе; кратер Дарре на севере-северо-западе; кратер Дионисий на севере-северо-востоке; кратер Шмидт на востоке-северо-востоке; кратер Деламбр на востоке-юго-востоке и кратер Теон Младший на юге. Селенографические координаты центра кратера 0°49′ ю. ш. 15°25′ в. д. / 0,81° ю. ш. 15,42° в. д., диаметр 18,0 км, глубина 3470 м.
Кратер Теон Старший имеет циркулярную чашеобразную форму с небольшим участком плоского дна. Вал четко очерчен, внутренний склон гладкий, с высоким альбедо. Высота вала над окружающей местностью достигает 750 м. По морфологическим признакам кратер относится к типу BIO (по названию типичного представителя этого класса — кратера Био), включен в список кратеров с темными радиальными полосами на внутреннем склоне Ассоциации лунной и планетарной астрономии (ALPO).

## Сателлитные кратеры
| Теон Старший | Координаты                                          | Диаметр, км |
| ------------ | --------------------------------------------------- | ----------- |
| A            | 0°12′ ю. ш. 15°23′ в. д. / 0,2° ю. ш. 15,39° в. д.  | 5,2         |
| B            | 0°10′ с. ш. 14°07′ в. д. / 0,17° с. ш. 14,12° в. д. | 5,7         |
| C            | 1°25′ ю. ш. 14°31′ в. д. / 1,42° ю. ш. 14,51° в. д. | 5,3         |

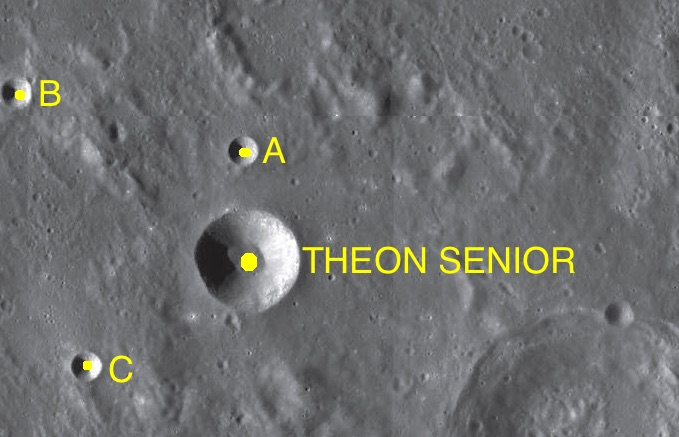
Фрагмент карты LAC-78.

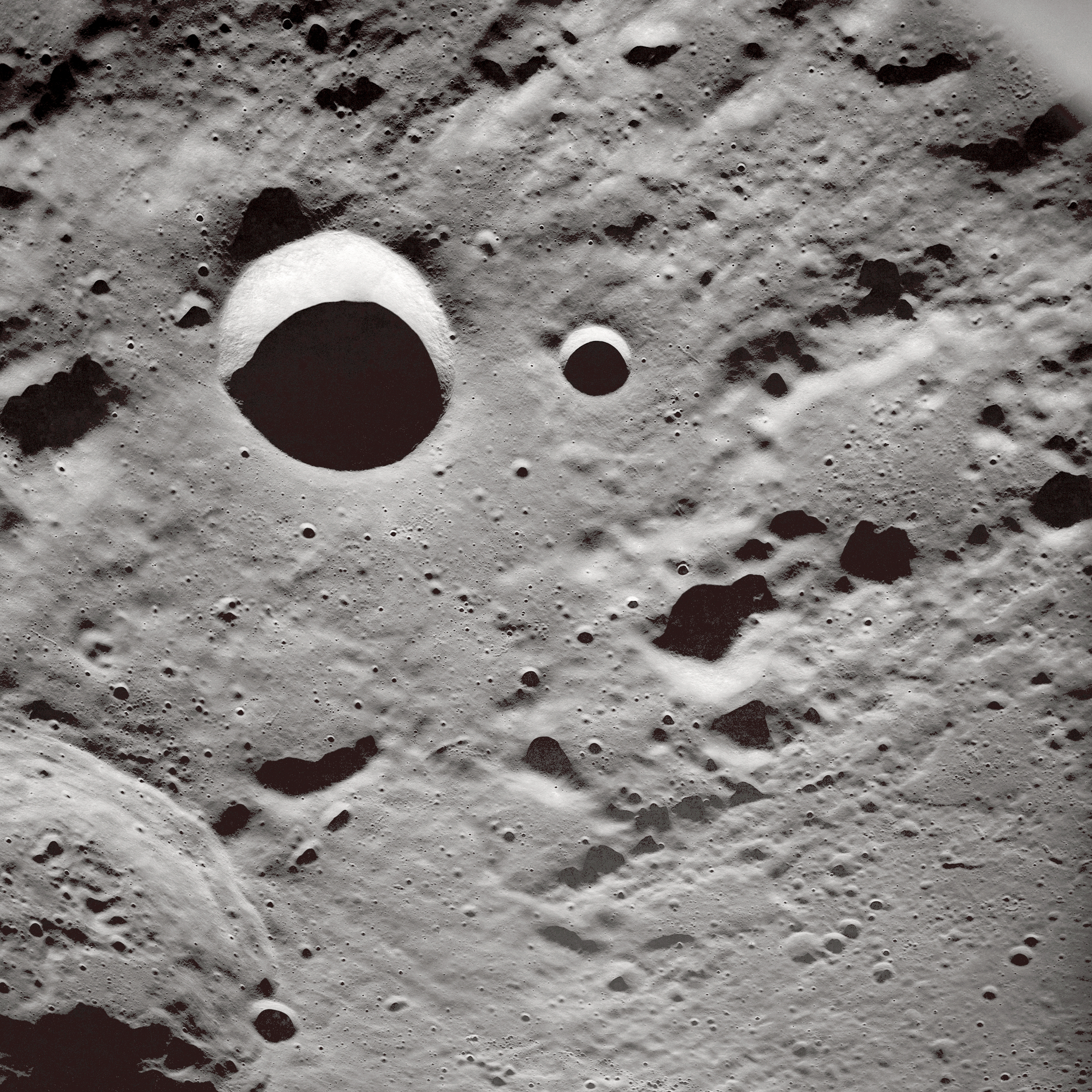
Снимок кратера Теон Старший с борта Аполлона-10.

- Сателлитный кратер Теон Старший А включен в список кратеров с яркой системой лучей Ассоциации лунной и планетарной астрономии (ALPO)[6].

## См.также
- Список кратеров на Луне
- Лунный кратер
- Морфологический каталог кратеров Луны
- Планетная номенклатура
- Селенография
- Минералогия Луны
- Геология Луны
- Поздняя тяжёлая бомбардировка